# 안양역 푸르지오 더샵
안양역 푸르지오 더샵은 경기도 안양시 만안구 안양동에 있는 아파트 단지로, 안양 진흥아파트를 재건축한 단지이다. 21개동 2,736가구 규모로 구성되어 있다.